# Lanchuran
Lanchuran es una localidad peruana ubicada en el distrito de Huarmaca, perteneciente a la provincia de Huancabamba del departamento de Piura, al norte del Perú. 

## Ubicación
Lanchuran se ubica al sur de la provincia de Huancabamba, en el distrito de Huarmaca, en el departamento de Piura.

## Demografía
En 2017 Lanchuran tenía una población de 31 habitantes.
| Gráfica de evolución demográfica de Lanchuran entre 1993 y 2017 |
|                                                                 |
| Fuentes: Población 1993 y 2017                                  |